# Danny Milosevic
Danny Milosevic (Melbourne, 26 giugno 1978) è un allenatore di calcio ed ex calciatore australiano di ruolo portiere, preparatore dei portieri del Perth Glory.

## Carriera

### Nazionale
Nel 2000 ha partecipato, insieme alla selezione australiana, ai Giochi della XXVII Olimpiade a Sydney.